# Ewa Ochocka
Ewa Ochocka (ur. 17 stycznia 1996) – polska lekkoatletka.
W 2014 zdobyła brązowy medal halowych mistrzostw Polski juniorek na 60 m ppł z czasem 8,77 s, w 2015 wywalczyła złoto halowych mistrzostw kraju juniorek w tej samej konkurencji z czasem 8,57 s oraz brązowy medal na 60 m z czasem 7,64 s oraz mistrzostw kraju juniorek na 100 m ppł z czasem 14,15 s, a w 2016 została halową wicemistrzynią Polski na 60 m ppł z czasem 8,39 s, a także brązową medalistką mistrzostw kraju w sztafecie 4 × 100 m z czasem 46,04 s.
Od 2016 reprezentantka klubu AZS AWF Wrocław trenowana przez Williama Rostka. W latach 2009–2015 była zawodniczką MKS Bolesłavia Bolesławiec.
Rekordy życiowe:
- 60 m (hala) – 7,47 s (Spała, 14 lutego 2016)
- 60 m ppł (hala) – 8,36 s (Spała, 31 stycznia 2016)
- 100 m – 11,76 s (Bydgoszcz, 2 czerwca 2017)
- 100 m ppł – 13,62 s (Wrocław, 18 czerwca 2017)
- 200 m – 24,21 (Wrocław, 18 czerwca 2017)
- 200 m (hala) – 25,36 s (Spała, 6 lutego 2016)